# ドライブレコーダー

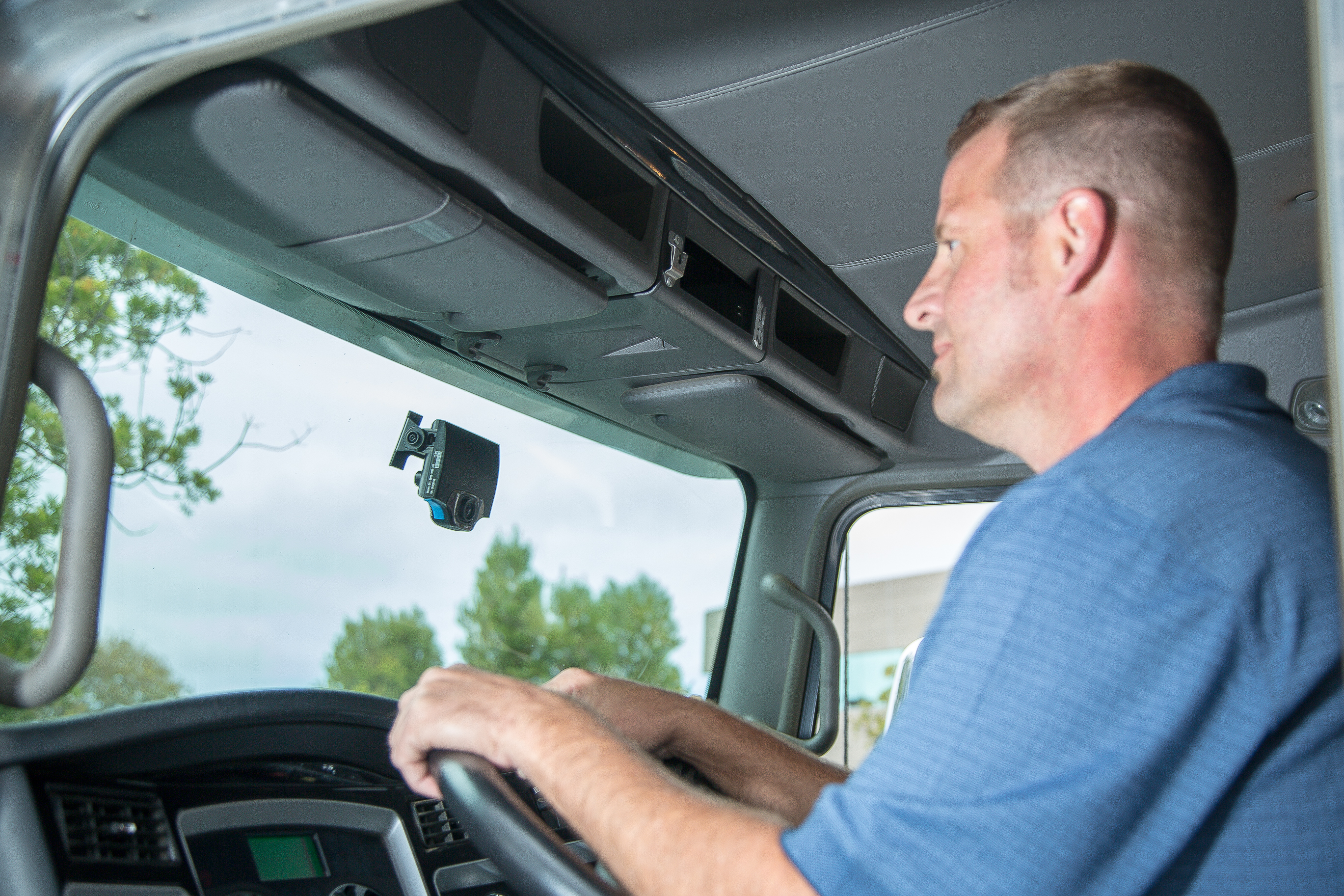
トラックのフロントガラスに装着されたドライブレコーダー

ドライブレコーダー（和製英語：Drive Recorder）とは、車載型の映像記録装置。英語ではダッシュカム（英: Dashcam）と呼ばれるが、「ドライブレコーダー」に近い表現としてドライビングレコーダー（英: Driving Recorder）という表現もある。日本ではしばしば「ドラレコ」と略される。
主に自動車事故発生時の映像など状況記録を目的に設置される。運転安全指導に役立てる利用方法もある。後付けされる機種が主流である。
フロントガラスやダッシュボードに取り付けたビデオカメラで車外または車内外の状況を記録する。加えて、音声や加速度、GPSに基づいた現在位置などを併せて記録でき、さらに業務車両用にはブレーキペダル踏み込み信号を記録できる機種もある。
同様の自動車事故発生時目的の車載装置としてイベントデータレコーダー（EDR）があるが、映像ではなくアクセルペダルやブレーキペダルの踏み込み量といった車両制御情報の記録を目的とし、自動車メーカーが自ら標準装備品として製造時に組み込む。
また運転業務管理用車載装置としてデジタルタコグラフがあり、ドライブレコーダーと同様に、映像など状況記録可能な機種もあリ、事故記録に役立つ場合がある。

## 歴史

### 開発
1998年、東京蒲田に本社を置くデータ・テック社によって事業用自動車に特化した「セイフティレコーダ®」として提供されたものが世界初となる。
また、東芝の半導体技術者であった片瀬邦博が1994年8月3日に交通事故で息子を失ったことで独自に開発を開始している。事故の目撃者捜しに時間がかかり、事故の記録映像があれば何か変わったのかもしれないとの思いから、2001年より開発を開始。1秒間に5枚の静止画を組み合わせる方法で2002年に第1号機が完成。2006年に量産機「Witness」（「証人・目撃者」を意味する）を株式会社ドライブ・カメラから発売した。まもなく東京のタクシー会社・練馬交通が全車で採用。交通事故が70％減る効果があったという。同機種は日経BP技術賞コンシューマーIT部門賞を受賞した。2012年、京都祇園軽ワゴン車暴走事故が起こり、全国的に広まるきっかけとなる。

## 各国での普及

### 日本

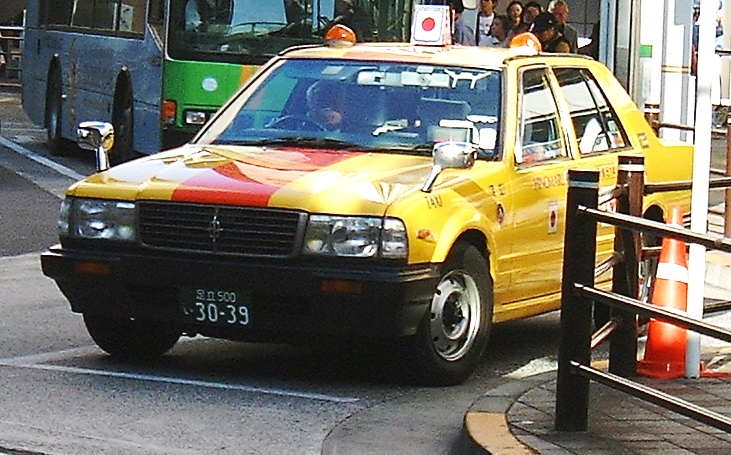
ドライブレコーダー (YAZAC-eye) を装着しているタクシー（日の丸交通）

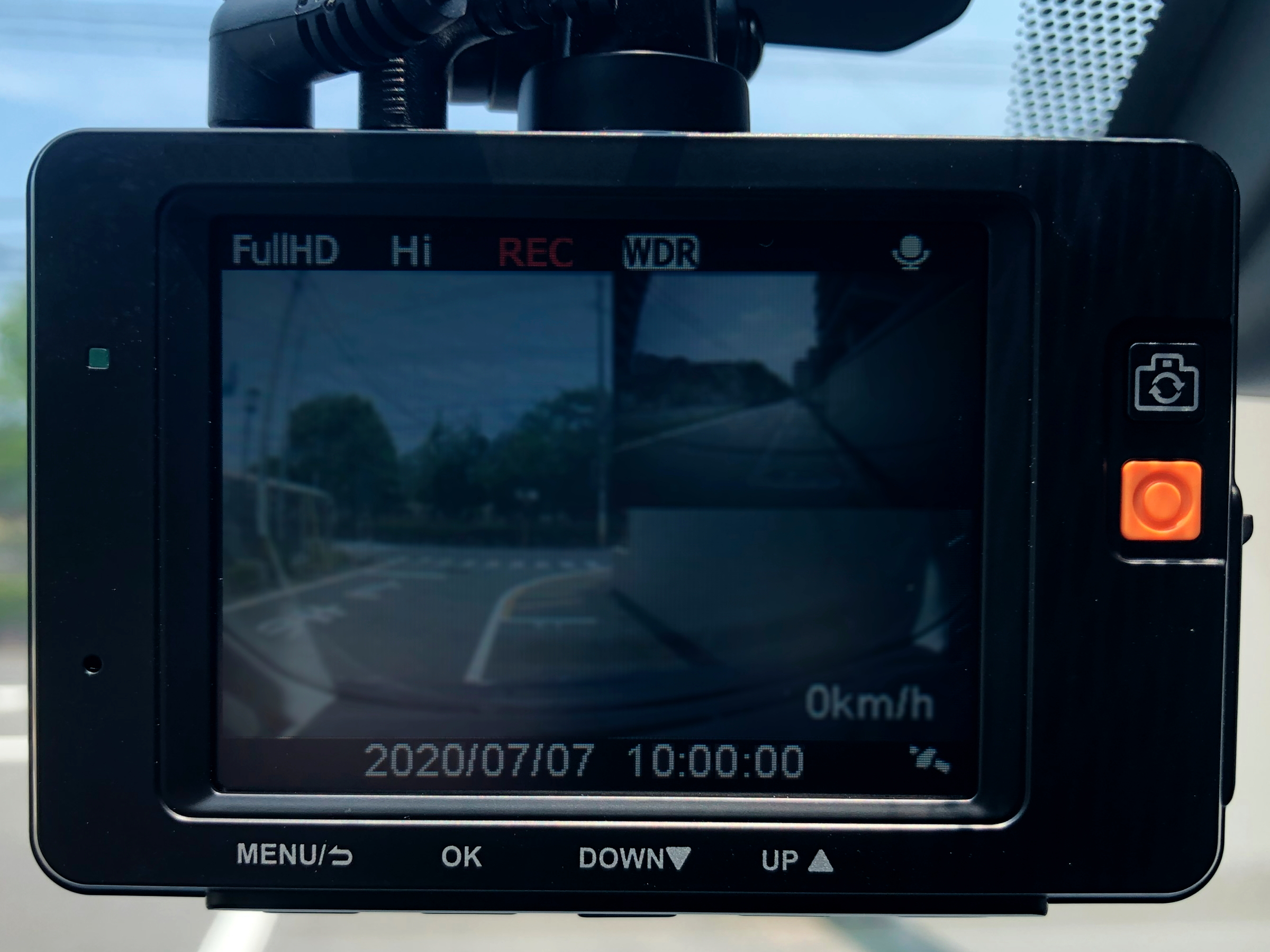
前後2カメラのドライブレコーダーの液晶画面

タクシーや運輸業などでは、交通事故の瞬間に「何が起きたのかを事後に客観的に把握できる形で記録する装置」は、日本において21世紀初頭頃までは、せいぜいタコグラフしかなかったが、2003年頃に小型の映像記録型ドライブレコーダーが実用化されたことで状況が変化した。当初から業務用車両を主体に搭載されており、事故頻度の高いタクシー・ハイヤー、次にバス・トラックなど事業用自動車、最後に自家用乗用車・レンタカーの順番で普及が進んだ。
交通事故防止を目指した自社教育・啓発のために利用されており、交通事故を装った詐欺などの保険金詐欺等の犯罪摘発や事故と詐欺の明確化、不審者などの情報提供など犯罪抑止効果もある。
2018年に発生した新潟小2女児殺害事件では、市民が警察に提供したドライブレコーダーの映像が決め手となり犯人が逮捕されている。
国土交通省が普及を目指しており導入を推進しているが、普及は業務用車両以外には遅滞しており、同省調べによる2008年3月時点の普及率はタクシー49%、乗用車0.1%となっている。当初は導入価格が一式あたり5万円を超えていたが、2006年、複数企業が市場の拡大を予測して参入、これにより実勢の価格は市場論理で値ごろ感のある価格に移行しつつある。
また、導入したタクシー会社や運送会社では、導入以前よりも事故率低下の傾向が挙げられている。これは、事故を起こさずとも、規定の設定の加速度が車体にかかるケース（急発進・急ブレーキ・急ハンドル）においても、事故の際と同様に映像と音が記録されることによって、運転手が客観的に自分の運転の危険性を認識することができることに対する乗務員の心理作用が影響し、不適切な運転動作の抑止効果があるとの説がある。
事故捜査においても、2000年代後半以降は証拠としてドライブレコーダーの映像を扱うケースが増えており、警察庁によると「事故状況に争いがある場合、ドライブレコーダーの映像の提出を任意で求めたり、差し押さえたりすることがある」としている。また、事件捜査にも扱われている。
2000年代後半において、映像記録型ドライブレコーダーは技術的には過渡期の段階であるため、規格や機能が各社商品によってバラバラとなっている現状であり、このバラつきが普及率の妨げとなっている部分があるため、国土交通省は規格の統一化に向けて取り組みを行っている。
2009年、自動車保険におけるドライブレコーダー優遇措置が、2011年～2012年頃の実施を目指して検討されているという一部報道があったが、2017年現在実施はされていないが、損害保険会社が事故の過失割合を算定するために、映像データの保有者は映像の提出を求められる場合がある。
市場規模についても2008年は前年比65%増と大幅増加したことから、2014年には85万台（販売台数ベース）、296億円（小売金額ベース）に拡大するものと予測されていたが。2010年代後半の出荷台数は300万台を記録している。
2016年（平成28年）1月15日に発生した軽井沢スキーバス転落事故をきっかけとして、3月、貸切バスへのドライブレコーダーの設置が国土交通省により義務化された。ドライブレコーダーの設置義務化は初のことであった。
このほかにも事故や事件で、ドライブレコーダーの映像が報道で取り上げられるたびに世間の注目が集まり、自家用車に設置する機運が高まって、幾度か売れ行きを伸ばしている。2012年（平成24年）4月12日の京都祇園軽ワゴン車暴走事故の記録映像は、それまで商用車での利用が主であったドライブレコーダーの認知度を高めるきっかけになり、一時的に売り上げが伸びた。2013年2月15日にロシアで起こったチェリャビンスク州の隕石落下（後述）は日本でも話題になり、売り上げに影響した。2017年（平成29年）6月5日に発生した東名高速夫婦死亡事故の際には、あおり運転対策の意識が高まるなどして需要が急増し、2018年度上半期のドライブレコーダーの売上が例年の2倍以上に伸びた。この影響で2018年10月には一部のメーカーで供給が間に合わなくなり、売り切れが続出した。また、2019年（令和元年）8月10日に発生した常磐自動車道でのあおり運転事件の際にもドライブレコーダーやスマートフォンのアプリ、ステッカーの売り上げや需要が急増した。
- あおり運転への対策として、ドライブレコーダーを搭載する運転者が増えている。後方からのあおり運転に備え、前方用と後方用の両方のドライブレコーダーを搭載する運転者も増えている。
- 高性能タイプのドライブレコーダー（主に業務車両用）では、車両からの速度信号を入力することでGPS電波の届かないトンネル内などでの速度記録が行える機種のほか、方向指示器の作動状況、ブレーキランプの点灯状況も記録でき、ドライブレコーダーが衝撃を検知したことをデジタルタコグラフに衝撃イベント発生として通知する機能をもつ機種、またデジタルタコグラフの付加機能としてのドライブレコーダー機能を持つ機種、ドライブレコーダーにデジタルタコグラフ機能を付加した機種、主に大型トラック向けとして後方視認用カメラ・側方視認用カメラの付加機能としてドライブレコーダー機能をもつ機種などが存在する。

- 国土交通省は、新車へのドライブレコーダーの搭載の義務化を検討している。

- 鉄道車両でも搭載が進められており、例えばJR東日本八王子支社では2013年から事故検証目的で、中央線を走行する鉄道車両の運転室にドライブレコーダーの搭載を始めた[23]。

### 中華民国・台湾
中国語では、車載用の映像記録型ドライブレコーダーは行車記録器（中国語: 行車紀錄器、シンツジルチ）と呼ばれる。中華民国（台湾）では、交通マナーの悪さや交通事情の激しさを背景とした、交通事故リスクの高さに対する自衛意識と、機器の低価格・高性能化といった技術進歩を背景として、2011年頃からドライブレコーダーの普及が急激に進んだ。
2012年には年間で40万台のドライブレコーダーが売れたと言われ、刑事・民事事件の証拠として活用される例も多くなった。台北市では、全ての自動車に導入されているのではないか、という見解もある。2015年2月4日のトランスアジア航空235便墜落事故では、墜落寸前のATR 72旅客機の瞬間を、自動車に付けたドライブレコーダーに記録された映像が、報道機関に使われたり、YouTubeに公開されている。

### 大韓民国
大韓民国では、車載用の映像記録型ドライブレコーダーのことを『ブラックボックス（朝鮮語: 블랙박스）』と呼んでいる。韓国では、ドライブレコーダーは「ハイテク製品」というイメージで受け取られており、タクシーへの導入や自動車保険における優遇措置、低価格化などを背景に普及が進んだ。2011年には前年比2倍の13万台、2012年には台湾と同等の年間で40万台が売れたとされ、2013年時点で200以上のメーカーが市場に参入し、予想される市場は年間で約50万台、1500億ウォン（143億円）まで成長するという見積もりもある。

### ロシア
ロシア連邦は、人口当たりの交通事故死リスクが世界的に見て高く、また交通違反を取り締まる警察官への不信感が根強く、広大な国土に加え、職務怠慢な警察や汚職が横行し、衝突事故で目撃証言が有利に働くことが無い法制度から、車載用デジタルビデオレコーダー（ロシア語: Автомобильный видеорегистратор）は必需品として普及している。ロシアは世界で最もドライブレコーダーが売れている国家の一つともいわれ、2012年におけるドライブレコーダーの売り上げは、130万〜150万台という推定がある。
こうした状況を背景に、2013年のチェリャビンスク州の隕石落下では、市街地の上空を尾を引きながら通過していく隕石の様子を、自動車に設置された多数のドライブレコーダーが撮影しており、一般市民による多様なアングルからの隕石落下の映像が、ニュースや動画共有サイトを通して世界中に公開された。

### イギリス
前述のように、英語圏ではドライブレコーダーのことをダッシュカムと呼んでいる。イングランドでは詐欺目的の当たり屋への対策として、損害保険会社が自動車メーカーと提携してドライブレコーダーを搭載するサービスを提供し、これがきっかけでドライブレコーダーの普及が進んだ。

### ドイツ
ドイツでは、ドライブレコーダーの普及が国民のプライバシーを侵害することを懸念する声が高まり、ロシアやイギリスに比べてドライブレコーダーの普及が遅れた。その後法律が緩和されると、運転時のトラブルを回避するための対策として普及が進んだ。

### アメリカ合衆国
個人的な趣味で搭載する例はあるものの、新車購入時のオプションとして選択できることが少なく、あまり普及は進んでいない。

## 課題や問題点

### 技術的な問題
LED信号機との同調問題
動画を記録する際のフレームレートによっては、交流電源を用いるLED式交通信号機のフリッカー（ちらつき）と同調してしまい、信号機の点灯色が記録されない場合がある。この現象が発生した場合、あたかも映像上では信号機は青・黄・赤の全てが消灯しているかのように録画されてしまう。
日本の場合、一般的なビデオカメラのフレームレートは30fps（毎秒30コマ）であることが多いため、商用電源周波数が60Hzの地域で、この現象が起こりやすい。また、放送方式にNTSCではなくPALやSECAMを用いる国家・地域では25fps（毎秒25コマ）が用いられるため、ドライブレコーダーの製造国によっては他の商用電源周波数を用いる地域でも起こり得る。その国家・地域の商用電源周波数と重ならないフレームレートで撮影できる機種を用いれば、灯火が消滅しているかのように録画されてしまう現象を回避できる。
画角の限界
基本的にドライブレコーダーは前方に向けて取り付けるため、追突された場合の詳しい状況など、カメラの画角外で起きた出来事を記録できない場合がある。対策として、後方に向けたカメラを追加するものや、側面も含む全周を記録できるタイプの機種もある。

### 証拠能力
デジタル機器を用いた録画は、内容の改竄が可能で、その痕跡も残りにくいため、裁判において証拠として採用されない可能性もあり、かつては証拠能力の有無が議論されていたこともあった。こうした問題に対し、改竄を防ぐための機能を取り入れている機種も登場した。しかしその後、ドライブレコーダーの画質が向上し、GPS衛星による日時や緯度経度情報の取得、走行中の速度といった詳細な内容が記録できる機種が広く出回るようになると、次第に偽造には高度な技術が必要となっていき、裁判の証拠や、示談による解決をスムーズに進めるための証拠として、有効なものとして扱われるようになっていった。
なお、ドライブレコーダーを製造販売する富士通テンが2016年にWeb上で行ったアンケート調査によれば、ドライブレコーダーを装着していた車両で事故を経験したことがある200人のうち、ドライブレコーダーが何らかの形で事後処理に役立ったのは70.2パーセント、画角外の事故などによって役立たなかったのは29.8パーセントという回答結果であった。
ただし、ドライブレコーダーを製造・販売するJAF Mateの見解では、自社製品について、記録した映像は裁判の証拠として効力を保証するものではないとしている。

### 法的な問題
ドライブレコーダーは、取り付け位置によっては運転手の視界を妨げるため、車検に通らない可能性もある。日本では、自動車検査審査事務規定の第37次改正（平成18年（2006年）8月25日付け）により、ルームミラーの陰や、フロントウインドウの上端から20%以内であれば、ドライブレコーダーの取り付けは認められている。

## その他の事象の記録
ドライブレコーダーの映像は搭載車両が関連した事故の裁判で証拠として採用できるよう搭載されることが一般的である。しかし、搭載車両が直接関連しない事件や事故の映像が偶然収められたときはニュースなどで使用されることがある。2013年チェリャビンスク州の隕石落下や京都祇園軽ワゴン車暴走事故などが著名な例である。

## 主なメーカーとブランド

### 日本
五十音順
- アサヒリサーチ - Driveman(ドライブマン)
- アルパイン
- 市光工業
- INBYTE - watchdog（ウォッチドッグ）、EagleView（イーグルビュー）の企画・開発
- エッチ・ケー・エス - ダイレクトマルチレコーダー
- エフ・アール・シー - ドライブレコーダー
- オウルテック
- ガーミン - GDRシリーズ
- カーメイト
- KYB - ドライブレコーダー
- クラリオン - DriveEye（ドライブアイ）
- コムテック - HDR・ZDRシリーズ、isafe（アイセーフ）
- サンワサプライ
- CBC - ドラドラ（JAF MATE社）の製造
- シナノケンシ - PLEXTOR（プレクスター）
- JVCケンウッド - ケンウッドブランド、JVCブランド共に存在する。
- セルスター工業 - ドライブレコーダー
- セイワ - ドライブレコーダー
- ティー・エム・ピー - ドライビングプロ
- データ・テック - セイフティレコーダ
- デンソー
- パイオニア - carrozzeria
- パナソニック
- PAPAGO -（PAPAGO!INC社）の製造
- 富士通テン→デンソーテン（日産自動車の純正品としても採用[40]） - ECLIPSE（イクリプス）
- プロリンク・ジャパン - ドライブレコーダー
- ベンチャークラフト - PAPARAZZI（パパラッチ）
- 三菱電機
- 矢崎エナジーシステム - YAZAC-eye(ヤザックアイ)
- ユピテル - ドラカメ、ドライブレコーダー
- ロジテック - ドライブレコーダー

#### かつて製造していたメーカー
- セルオート - 番兵ちゃん
- マルハマ - RoadView（ロードビュー）
- 堀場製作所 - どら猫（2011年までは子会社のホリバアイテックが製造）。2019年に車載装置の販売から撤退[41]。

### アメリカ合衆国
- Axon Enterprise, Inc.- Axon Fleet
- HP Inc.
- モトローラ・ソリューションズ

### 中国
- Anker - Roav Dashcam
- AKEEYO
- MAXWIN
- Xiaomi- 70mai

### 韓国
- Cowon - AUTO CAPSULE
- PITTASOFT - BLACKVUE

### 台湾
- トランセンド - DrivePro
- ASUS